# Абдул-Джаббар, Карим
Кари́м Абдул-Джабба́р (Kareem Abdul-Jabbar, урожд. Фердинанд Льюис Алсиндор-младший (англ. Ferdinand Lewis Alcindor, Jr.); 16 апреля 1947 года, Нью-Йорк, США) — американский баскетболист, сыгравший 20 сезонов в Национальной баскетбольной ассоциации. За свою карьеру, в качестве центрового, Абдул-Джаббар был рекордным шестикратным самым ценным игроком НБА (MVP), девятнадцатикратный участник Матча всех звёзд, 15 раз включался в символическую Сборную всех звёзд и 11 раз — в Сборную всех звёзд защиты НБА. Кроме того, шесть раз выигрывал титул чемпиона НБА и дважды признавался Самым ценным игроком финала НБА. В 1995 году был введён в Зал славы баскетбола, в 1996 году включён в число 50 лучших игроков за всю историю ассоциации, а в 2021 году – в число 75 лучших игроков. Тренер НБА Пэт Райли, а также игроки Айзея Томас и Джулиус Ирвинг назвали Абдул-Джаббара величайшим баскетболистом всех времён.
За карьеру в НБА выступал всего лишь за два клуба: «Милуоки Бакс» и «Лос-Анджелес Лейкерс». Сменил имя в 1971 году через несколько лет после принятия ислама. Карьеру баскетболиста закончил в 42 года.
На момент завершения карьеры в 1989 году Абдул-Джаббар был абсолютным лидером НБА по количеству набранных очков (38 387), однако 7 февраля 2023 года Карим уступил первое место Леброну Джеймсу (38 388). Также Карим оставался лидером по сыгранным минутам (57 446) до 19 декабря 2024 года, когда Леброн преодолел эту отметку. Абдул-Джаббар остается лидером по забитым мячам (15 837), карьерным победам (1074) и персональным фолам (4657). Он остаётся абсолютным лидером по победам включая плей-офф. В 2007 году ESPN признали его величайшим центровым всех времён, в 2008 году они назвали его «величайшим игроком в истории баскетбола в колледже», а в 2016 году они назвали его вторым лучшим игроком в истории НБА (позади Майкла Джордана). Абдул-Джаббар также был актёром, тренером по баскетболу и автором бестселлеров. В 2012 году госсекретарь Хиллари Клинтон выбрала его в качестве посла США в области культуры.

## Ранние годы
Фердинанд Алсиндор родился 16 апреля 1947 года в Гарлеме, рос на Манхэттене (Нью-Йорк). Он был единственным сыном Коры Лиллиан (Cora Lillian), сотрудницы одного из местных магазинов, и Фердинанда Льюиса Алсиндора-старшего (Ferdinand Lewis Alcindor, Sr.), полицейского и джазмена. Фердинанд был довольно крупным ребёнком — при рождении его вес составлял 5,73 килограмма, а рост — 57,2 сантиметра. Растили мальчика согласно догматам католической веры, что тем не менее не помешало ему в дальнейшем принять ислам.
В школе Лью всегда выделялся своими физическими данными. В 10 лет он был ростом 185 см, в 12 — 193, в 15 — 208. Известен случай, когда в первый день занятий учитель, войдя в класс, поприветствовал учеников и попросил их садиться. Один не сел. «Что за неуважение?!» — подумал учитель и воскликнул: «Эй, там, ты тоже садись!» — «Но я уже и так сижу», — спокойно ответил Фердинанд.
Алсиндор начал свои рекордные достижения в баскетболе, когда учился в Мемориальной академии Пауэра, католической средней школе для мальчиков в Нью-Йорке. Благодаря ему, его школьная команда, под руководством Джека Донахью, выиграла 71 игру подряд (общий результат 79 побед, 2 поражения), трижды победив в чемпионате католических школ города. Это принесло ему прозвище — «Башня из Пауэра» (англ. Tower from Power). За три года он набрал 2067 очков и сделал 2002 подбора. Статистика по блок-шотам, перехватам и передачам не велась.
В 1965 году после окончания средней школы Карим призывался в армию США, которая в то время вела войну во Вьетнаме. Карим был признан негодным к службе и освобождён от воинской повинности из-за своего высокого роста.

### Калифорнийский университет в Лос-Анджелесе

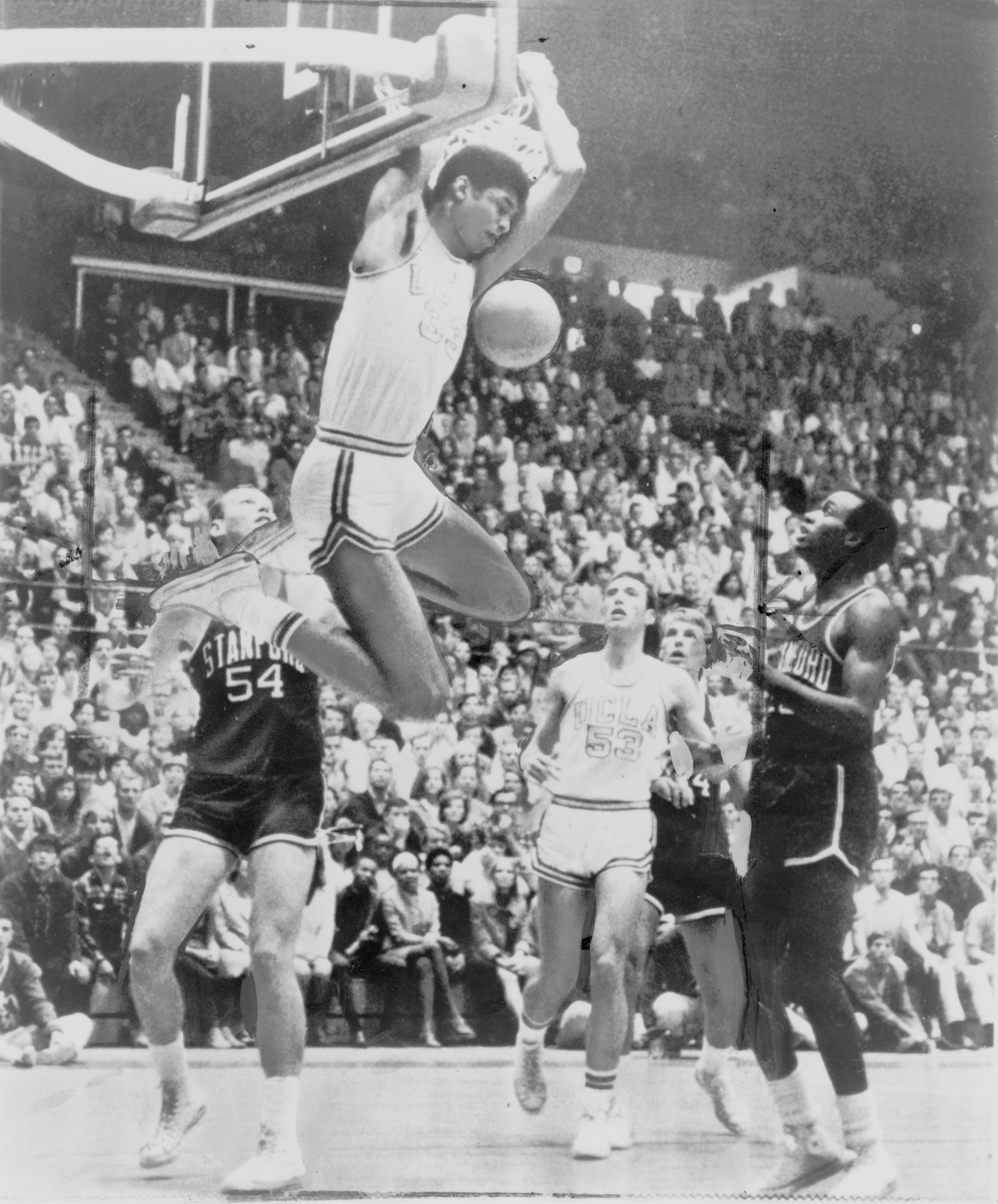
Алсиндор совершает слэм-данк во время победного матча против Стэнфордского университета

Алсиндор поступил в Калифорнийский университет в Лос-Анджелесе (UCLA) к тренеру Джону Вудену, где стал трёхкратным чемпионом NCAA. По правилам того времени, новичкам запрещалось играть за основную команду, чтобы баскетбол не мешал учёбе, поэтому Льюис был вынужден пропустить весь первый год. Но его мастерство было уже хорошо известно. Однако, в матче между сборной новичков и основной командой (действующими чемпионами), который состоялся 27 ноября 1965 года, победа была за сборной Алсиндора (75-60), который забил 31 очко и взял 21 подбор. Благодаря этому, он получил национальное освещение: Sports Illustrated писал о нём, как о «Новой суперзвезде». За три года, которые Льюис провёл в UCLA, его команда одержала 88 побед, проиграв только 2 встречи и выиграв все три чемпионата NCAA. В своей дебютной игре Алсиндор набрал 56 очков, что установило рекорд одиночной игры UCLA. После сезона 1966/1967 руководство NCAA, приняв во внимание тотальное превосходство Алсиндора над оппонентами, запретили броски сверху. Льюис начал выполнять бросок крюком («скайхук») после запрета на слэм-данки, однако в одном из своих интервью он сам говорил, что этот бросок он делал значительно раньше, ещё в школе. Запрет на броски сверху только подвигнул его отточить технику элемента до идеала.
За свою карьеру в колледже Алсиндор дважды был назван Игроком года (1967, 1969); трижды входил в Мужскую баскетбольную всеамериканскую сборную NCAA (1967—1969); был трижды чемпионом NCAA по баскетболу (1967, 1968 и 1969); был удостоен звания самого выдающегося игрока на турнире NCAA три раза и стал первым в истории игроком, который был удостоен Приза Нейсмита лучшему игроку года среди студентов в 1969 году.
В 1967 и 1968 годах он также выиграл Игрока года Колледжа Ассоциации баскетбольных журналистов (USBWA), ставший впоследствии Призом имени Оскара Робертсона. Алсиндор стал единственным игроком, который стал Баскетболистом года среди студентов по версии Helms Foundation три раза.
На первом курсе 12 января 1968 года, во время игры, Том Хендерсон травмировал роговицу Алсиндора. Из — за этого он пропустит следующие две игры против Стэнфорда и Портленда. Это произошло прямо перед матчем против Хьюстона. Его роговица снова будет травмироваться во время его профессиональной карьеры, что впоследствии заставило его носить защитные очки для защиты глаз.

### Принятие ислама и олимпийский бойкот 1968 года
Летом 1968 года Альсиндор дважды принял ислам суннитского толка, хотя публично не использовал своё арабское имя до 1971 года. В 1968 году Льюис Алсиндор (21 год) отказался выступать за сборную США на Олимпийских играх, которая завоевала золотые медали, в качестве протеста против дискриминации чернокожего населения в его стране.

### Игра века

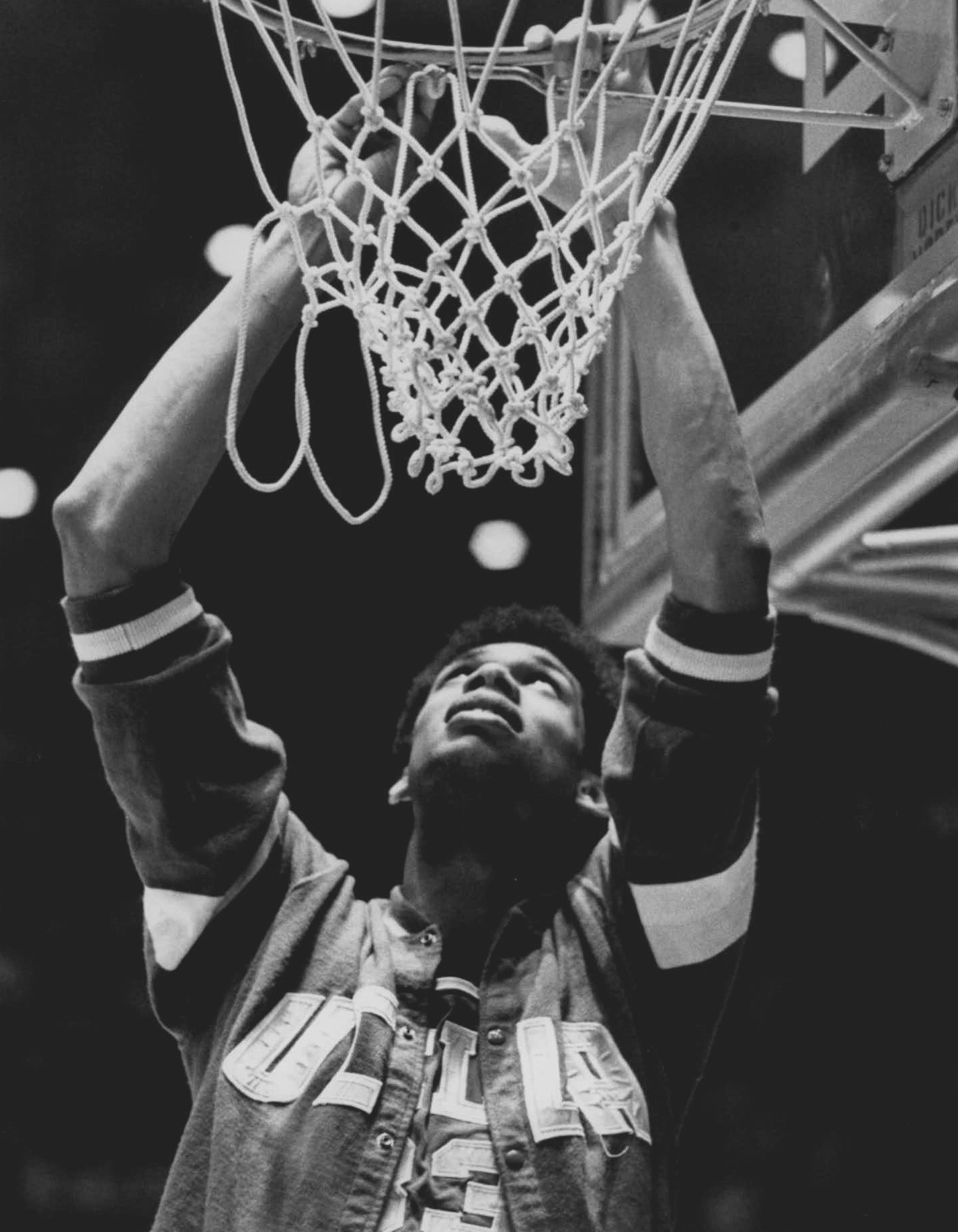
Алсиндор выполняет церемониальное традиционное отрезание сетки в Freedom Hall в Луисвилле в 1969 году после 20-очковой победы над Университетом Пердью и Риком Маунтом в беспрецедентном третьем по счёту национальном титуле на пути к национальному чемпионату.

20 января 1968 года Алсиндор и «УКЛА Брюинз» встретились с «Хьюстон Кугэрз» и их тренером, Гайем Льюисом, в первой в истории национальной телевизионной университетской игре по баскетболу в регулярном сезоне, на которой присутствовали 52 693 зрителя в Астродоме. Форвард «Хьюстон», Элвин Хейз, набрал 39 очков и сделал 15 подборов, в то время как Алсиндор, который страдал от травмы на левой роговице, набрал всего 15 очков, и «Хьюстон» выиграл со счётом 71:69. 47-победная серия «УКЛА Брюинз» завершилась так называемой, «игрой века». У Хейза и Алсиндора состоялся матч-реванш в полуфинале Турнира NCAA, где UCLA со здоровым Алсиндором, победила Хьюстон со счётом 101:69 на пути к национальному чемпионату. Sports Illustrated опубликовал обложку игры и использовал заголовок: «Месть Лью: Разгром Хьюстона».

## Профессиональная карьера

### Милуоки Бакс (1969—1975)

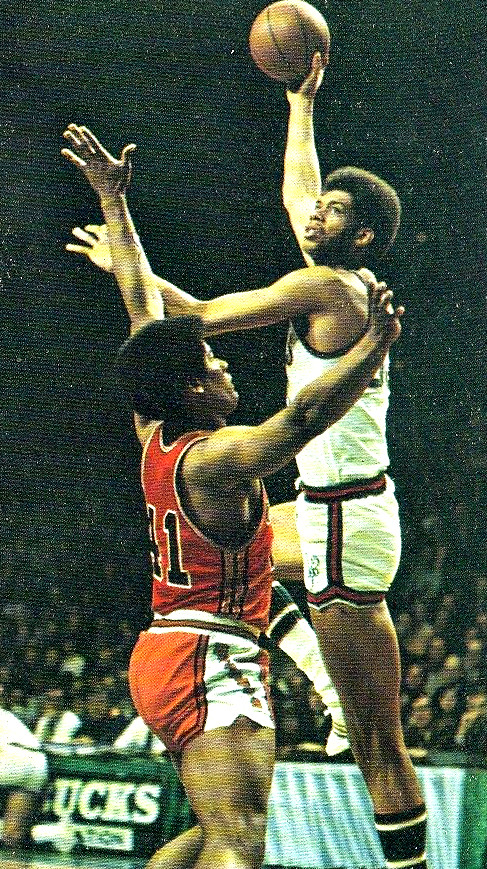
Алсиндор совершает свой «небесный крюк» через Уэса Анселда из «Балтимор Буллетс». Бросок, который невозможно было блокировать.

В дальнейшем «Гарлем Глоубтроттерс» предлагали Льюису миллион долларов за контракт; спортсмен, однако, отказался и принял участие в драфте НБА 1969 года. Абдул-Джаббар был выбран под первым номером командой «Милуоки Бакс». В том же году Карим участвовал и в драфте Американской баскетбольной ассоциации; выбравшие его тоже первым — «Нью-Йорк Нетс» были абсолютно уверены, что Абдул-Джаббар предпочтёт их — в конце концов, он тоже был родом из Нью-Йорка. Карим, однако, рассудил иначе — от каждой команды он принял лишь одно предложение цены. Агенты Милуоки предложили большую сумму, что и определило дальнейшую карьеру Абдул-Джаббара. После того, как Алсиндор выбрал предложение «Милуоки Бакс» в размере 1,4 миллиона долларов, Нетс предложили гарантированные 3,25 миллиона долларов. Алсиндор отклонил это предложение, сказав: «Война со ставками унижает вовлечённых людей. Это заставило бы меня чувствовать себя торговцем плотью, и я не хочу так думать».
Присутствие Алсиндора позволило Баксам в сезоне 1969/70 занять второе место в Восточном дивизионе НБА с показателем 56 побед и 26 поражений (улучшение с 27-55 в предыдущем году). Алсиндор стал мгновенной звездой, заняв второе место в лиге по результативности (28,8 набранных очков за одну встречу) и третье по подборам (14,5 количество выигранных подборов), за что ему было присвоено звание Новичка года НБА. До Джейсона Тейтума в 2018 году, Алсиндор был единственным новичком, который набирал более 20 очков в плей-офф в 10 или более играх.
В следующем сезоне «Бакс» приобрели звёздного защитника Оскара Робертсона. Милуоки продолжили улучшать свои результаты в лиге — 66 побед в сезоне 1970/1971, включая рекордные 20 побед подряд. Алсиндор был удостоен своей первой из шести наград NBA «Самый ценный игрок», наряду с его первым титулом за количество набранных очков за одну встречу (31,7 очков). Он также возглавлял лигу по общему количеству очков — 2596. В плей-офф «Бакс» прошли с результатом 12-2 и выиграли чемпионат, а Алсиндор был назван Самым ценным игрок НБА. 1 мая 1971 года, на следующий день после того, как Бакс выиграли чемпионат НБА, он принял мусульманское имя Карим Абдул-Джаббар (по-арабски كريم عبد الجبار, Карим Абд аль-Джаббар), его перевод — «щедрый / благородный» (Карим) Слуга (Абдул) Могущественного (Джаббара) [то есть Бога] ". Ислам он принял ранее, учась в UCLA.

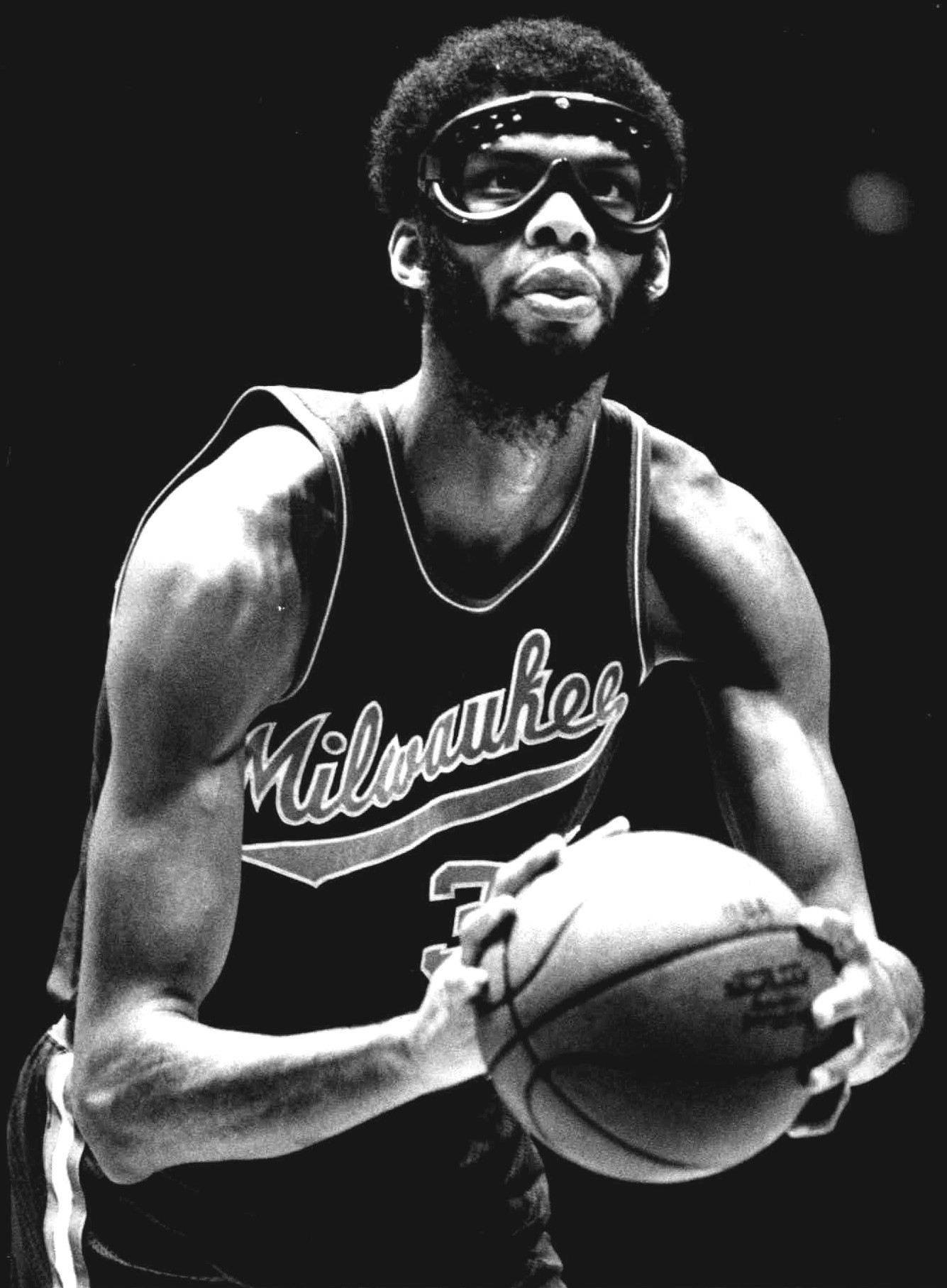
Абдул-Джаббар выполняет штрафной бросок. Он начал носить очки, чтобы избежать повреждения роговицы.

В следующем году он повторил свои достижения (34,8 набранных очков за одну встречу и 2822 очков) и был назван Самым ценным игроком НБА. Долгое время он оставался главной движущей силой команды — четыре года «Бакс» были бессменными лидерами дивизиона. К 1975-му Карим три раза признавался Самым ценным игроком НБА; кроме того, он значился в пятёрке лучших игроков НБА по очкам, подборам, перехватам и проценту бросков с игры. Травмы его в целом обходили стороной — лишь дважды он ломал себе руку.
Несмотря на неплохие в целом результаты и хорошее отношение спортсмена к Милуоки и местным его поклонникам, через некоторое время Средний Запад перестал устраивать Карима; он потребовал перевода либо в Нью-Йорк, либо в Лос-Анджелес. Требование его удовлетворили — в 1975-м Абдул-Джаббар перешёл в «Лейкерс».

### Лос-Анджелес Лейкерс (1975—1989)

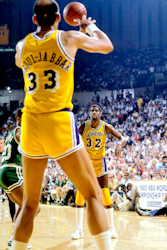
Абдул-Джаббар (33) получает пас от Мэджика Джонсона во время финала НБА 1985 года

За первый же сезон на новом месте Карим стал лидером лиги по проведённым на площадке минутам, блок-шотам и подборам. В среднем он набрал 27,7 очков за игру. Его 1111 выигранных подборов под своей корзиной остаются рекордом NBA (выигранные подборы не регистрировались до сезона 1973/1974). По итогам года спортсмен получил четвёртую премию Самый ценный игрок НБА сезона.
Со временем у Абдул-Джаббара развился синдром эрозии роговицы — его глаза не увлажнялись с должной интенсивностью и очень быстро пересыхали, и Карим начал носить свои фирменные очки. Это не повлияло на качество игры Карима — следующие три сезона он провёл на всё том же высоком уровне. Он пропустил одну игру в сезоне 1986-87, когда его глаза опухли из-за пересыхания.
Сезон 1976/1977 годов для Абдул-Джаббара был очень удачным. Он лидировал в лиге по проценту попаданий с игры, занял второе место по подборам и блок-шотам и был третьим по очкам за игру. Он помог «Лейкерс» установить лучший результат в НБА и выиграл свою пятую премию Самому ценному игроку лиги. В плей-офф 76/77 «Лейкерс» обыграли «Голден Стэйт Уорриорз» в полуфинале Западной конференции, оформив противостояние с «Портленд Трэйл Блэйзерс» в финале данной конференции. Результатом стал запоминающийся матч, в котором Абдул-Джаббар сыграл против молодого, ещё не травмированного Билла Уолтона. Хотя Абдул-Джаббар доминировал в серии статистически, Уолтон и «Трэйл Блэйзерс» (которые впервые пробились в плей-офф) обогнали «Лейкерс» благодаря умелым передачам Уолтона и его лидерству.
Через две минуты после начала одной из игр сезона 1977-78 Абдул-Джаббар ударил игрока «Милуоки Бакс» Кента Бенсона в отместку за слишком агрессивный удар локтем; Удар сломал Бенсону челюсть и руку самому Абдул-Джаббару. В результате травмы руки Абдул-Джаббар отсутствовал два месяца, при этом лига решила не отстранять его. В результате он вынужден был не сыграть в Матче всех звёзд НБА 1978 года — это был единственный раз за его карьеру, когда он пропустил данное событие.
Игра Абдул-Джаббара оставалась сильной в течение следующих двух сезонов: он дважды входил во 2-ю сборную всех звёзд защиты НБА и один раз в Сборную всех звёзд НБА. «Лейкерс», однако, вошли в плей-офф, но проиграли «Сиэтлу» в 1978 и 1979 годах.
На драфте 1979 года Мэджик Джонсон был выбран под первым номером командой «Лос-Анджелес Лейкерс». Драфт проложил путь к династии «Лейкерс», так как они стали одной из самых доминирующих команд 1980-х, появившись в финале восемь раз и выиграв пять чемпионатов НБА. Хотя лично Абдул-Джаббар и не был доминирующим центровым, каким он был в 1970-е годы, он пережил ряд ярких моментов. Среди них была его рекордная шестая награда Самый ценный игрок НБА в 1980 году, ещё четыре раза включался в Сборную всех звёзд НБА, два раза в Сборную всех звёзд защиты НБА, в 1985 году Самым ценным игроком финала НБА. 5 апреля 1984 года он побил рекорд Уилта Чемберлена по количеству очков, заброшенных за всю карьеру. Позже он стал весить около 120 кг, чтобы выдерживать нагрузку от игры в свои 40 лет.

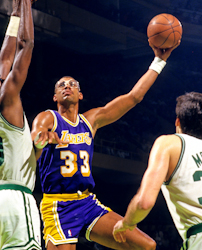
Абдул-Джаббар против «Бостон Селтикс» в 1980-х

Играя в Лос-Анджелесе, Абдул-Джаббар начал заниматься йогой в 1976 году, чтобы улучшить свою гибкость, и был известен своим режимом физической подготовки. Он говорил: «Я никогда не смог бы играть так долго без моей йоги».
В 1983 году дом Абдул-Джаббара сгорел. Многие его вещи, включая его любимую коллекцию джазовых пластинок, насчитывавшую около 3000 альбомов, были уничтожены. Многие фанаты «Лейкерс» отправляли и приносили ему альбомы, что невероятно воодушевило его.
13 июня 1989 года Абдул-Джаббар в возрасте 42 лет в последний раз вышел на площадку в матче НБА. В этот день «Лейкерс» уступили «Детройту» в последней игре финальной серии плей-офф. 28 июня Карим объявил об окончании 20-летней карьеры в НБА. Во время своего «прощального тура» он получал постоянные аплодисменты во время матчей, дома и в гостях, а также подарки, начиная от яхты с надписью «Капитан Скайхук» и заканчивая майками о его баскетбольной карьеры до афганского ковра. На устроенном в его честь прощальном матче все спортсмены надели его фирменные очки и каждый попытался, хотя бы по разу, забить мяч фирменным приёмом Абдул-Джаббара, «небесным крюком».
На момент ухода на пенсию Абдул-Джаббар удерживал рекорд по максимальному количеству игр, в дальнейшем этот рекорд был побит Робертом Пэришем. Он также был рекордсменом по количеству очков (38 387), по количеству бросков попавших в корзину (15 837) и большинству сыгранных минут (57 446).

### Карьера после НБА
C 2005 года Абдул-Джаббар является специальным помощником тренера Лейкерс. Он был заинтересован в тренерской деятельности с момента завершения карьеры, и, учитывая влияние, которое он оказывал на чемпионат в течение своих игровых дней, он полагал, что такая возможность представится и в тренерской карьере. Однако, за годы своей игры Абдул-Джаббар приобрёл репутацию замкнутого и угрюмого человека. Он не общался с прессой, что создавало впечатление, что он не любит журналистов. В своей биографии «Моя жизнь», Мэджик Джонсон, вспоминает случаи, когда Абдул-Джаббар отмахнулся от него, когда он был бол-боем и попросил у него автограф.
Абдул-Джаббар работал ассистентом в «Лос-Анджелес Клипперс» и «Сиэтл Суперсоникс», помогая наставнику и молодым центровым, Майклу Оловоканди и Джерому Джеймсу. Абдул-Джаббар был главным тренером Оклахома Сторм в Баскетбольной лиге США в 2002 году, приведя команду к чемпионату лиги в том же сезоне. Он не смог занять должность главного тренера в Колумбийском университете год спустя. Затем он работал скаутом в Нью-Йорк Никс Наконец, 2 сентября 2005 года он вернулся в Лейкерс в качестве специального ассистента Фила Джексона, чтобы помочь центровым Лейкерс, в частности их молодому игроку, Эндрю Байнему. 1998 году Абдул-Джаббар также работал тренером-волонтёром в средней школе Алчесей, в индейской резервации Форт-Апач в Уайтривере, штат Аризона.
В 2016 году он исполнил дань уважения другу Мохаммеду Али, вместе с Chance the Rapper. Он также является соавтором книги комиксов, изданной Titan Comics, под названием «Майкрофт Холмс и Руководство по Апокалипсису».

### Характеристика игрока
Несмотря на свою субтильную комплекцию Абдул-Джаббар был для противника устрашающим фактором, доминируя и в защите, где пугал соперников своими блок-шотами, и в нападении, органично вписываясь в быстрый стиль «Лейкерс» и становясь главным адресатом в позиционном нападении — при всех остальных плюсах Абдул-Джаббар ещё и владелец самого неотразимого броска в истории баскетбола — смертельный «небесный крюк» становился проблемой практически для всех оппонентов. Это способствовало его высокой точности, что сделало его восьмым самым точным бомбардиром всех времён и шутером, которого боятся. Личные и командные достижения Джаббара, годы, проведённые в «Лейкерс», огромная любовь к нему местных болельщиков (которые несли ему джазовые пластинки после того, как в 83-м сгорел его дом), вклад в развитие игры ставят его на одну ступеньку с лучшими представителями амплуа в истории спорта.
В отличие от других игроков, таких как Уилт Чемберлен, Артис Гилмор или Шакил О’Нил, Абдул-Джаббар был относительно стройным игроком, ростом 2,18 м (7 футов 2 дюйма), но весом всего 102 кг (225 фунтов) (хотя в последние годы игры в Лейкерс, вес Абдул-Джаббара поднялся до 265 фунтов (120 кг).
Товарищи по команде оценили лидерские качества Абдул-Джаббара, а потому в команде он имел прозвище «Кэп» или «Капитан». У него был ровный характер, который, по словам Райли, делал его способным к обучению. Строгий фитнес-режим сделал его одним из самых выносливых игроков всех времён.

### Небесный крюк
Абдул-Джаббар был хорошо известен своим знаменитым «небесным крюком», бросок — крюком, в котором он сгибал всё своё тело (а не только руку), как соломинку, одним плавным движением, чтобы поднять мяч и затем высвободить его в самой высокой точке изгиба его руки. В сочетании с его длинными руками и высоким ростом — 2,18 м (7 футов 2 дюйма) — небесный крюк было сложно блокировать, не совершив нарушения. Это было надёжное и опасное наступательное оружие, которое способствовало увеличению его процентного соотношения между результативными бросками и общим количеством выполненных бросков — 0,559. Он умел совершать бросок — крюком любой рукой, что делало его более трудным для защиты, хотя, будучи правшой, его правый крюк был более точен, чем левый. По словам Абдул-Джаббара, он изучил это движение в пятом классе, во время тренировки с Микан Дриллом, и вскоре оценил его, поскольку это был «единственный бросок, который я мог совершить и не получить отскок в лицо».

## После завершения спортивной карьеры

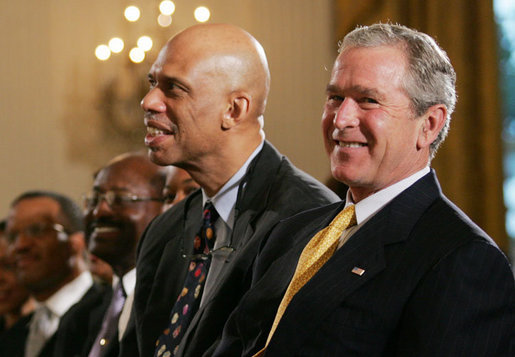
Карим Абдул-Джаббар (слева) и Джордж Уокер Буш (2006 год)

Продолжительное время боролся с миелоидной лейкемией, раком крови и костного мозга. Диагноз Абдул-Джаббару был поставлен в декабре 2008 года. Утром 4 февраля 2011 года он написал в своём твиттере: «Прошёл медицинское обследование. Здоров на 100 процентов». Через несколько дней Абдул-Джаббар уточнил: «Полностью освободиться от рака никогда не получится, и мне следовало это знать. Но мой рак сейчас на минимальном уровне».
Кроме баскетбола интересовался боевыми единоборствами, снялся в фильмах «Игра смерти», «Аэроплан!», в эпизодах нескольких телесериалов. С 2005 года Карим работал помощником тренера в «Лейкерс» и возглавил руководство баскетбольной командой в младшей лиге в 2002 году. Вместе со Стивеном Синджеле Карим написал «A Season on the Reservation» — произведение о его опыте тренировки баскетбольных игроков высшей школы. Также он стал соавтором книг «Black Profiles in Courage» (2000), «Brothers in Arms» (2004). В 2012 он стал американским культурным послом.

## Наследие
15 мая 1995 года Абдул-Джаббар был введён в Зал славы баскетбола. 16 ноября 2012 года руководство баскетбольного клуба «Лос-Анджелес Лейкерс» установило статую Карима Абдул-Джаббара возле своей домашней арены «Стэйплс-центр». Ранее «Лейкерс» удостаивали такой чести только Мэджика Джонсона и Джерри Уэста. Абдул-Джаббар — бывший лучший бомбардир НБА ( в 2023-м году его рекорд побил Леброн Джеймс ), набравший 38 387 очков, и он был удостоен рекордных шести наград MVP. Он заработал шесть чемпионских колец, две награды MVP финала, 15 раз включался в символическую Сборную всех звёзд и 11 раз — в Сборную всех звёзд защиты НБА и в среднем забивал 24,6 очков, делал 11,2 подбора, 3,6 передачи и 2,6 блока за игру. Он находится на третьем месте среди игроков НБА по количеству подборов за всё время карьеры (17 440). Он также находится на третьем месте по количеству блок-шотов (3189).
Абдул-Джаббар совмещал доминирование во время своего пика карьеры с долголетием и устойчивым превосходством в более поздние годы. После получения своей шестой и последней награды самого ценного игрока НБА (MVP) в 1980 году, он продолжал набирать в среднем более 20 очков в последующие шесть сезонов, включая 23 очка за игру в своём 17-м сезоне в возрасте 38 лет. Он входил в состав 35-й Ежегодной Команды НБА, а в 1996 году был включён в число 50 лучших игроков за всю историю ассоциации. Абдул-Джаббар считается одним из лучших центровых, и эксперты лиги и легенды баскетбола часто упоминали его, считая величайшим игроком всех времён. Бывший тренер «Лейкерс» Пэт Райли однажды сказал: «Зачем ещё судить? Когда человек побил рекорды, выиграл чемпионаты, пережил огромную критику, зачем судить? Давайте провозгласим его самым великим игроком за всю историю». Айзея Томас отметил: «Раз говорят, что цифры не лгут, то Карим — величайший из когда-либо игравших в игру». Джулиус Ирвинг в 2013 году сказал: «С точки зрения игроков, Карим всё ещё остаётся парнем номер один». В 2015 году ESPN назвал Абдул-Джаббара лучшим центровым в истории НБА, и поставил его на второе место после Майкла Джордана, среди величайших игроков НБА когда-либо. В то время как броски Джордана были захватывающими и считались непостижимыми, небесный крюк Абдул-Джаббара казался автоматическим, и он сам называл этот бросок «незаметным».

## Личная жизнь
Карим был женат на Хабибе Абдул-Джаббар (англ. Habiba Abdul-Jabbar), урождённой Дженис Браун (англ. Janice Brown); у них трое детей — дочери Хабиба (англ. Habiba) и Султана (англ. Sultana) и сын Карим-младший (англ. Kareem Jr.) — пошедший по стопам отца и занявшийся баскетболом. В 1978-м Карим и Хабиба развелись. Известно, что Абдул-Джаббар страдает от постоянных мигреней; боль свою он облегчает препаратами на основе конопли, что уже становилось причиной его конфликтов с органами охраны правопорядка.

## Неспортивные награды
В 2011 году Абдул-Джаббар был награждён медалью «Двойная спираль» за свою работу по повышению осведомлённости об исследованиях рака.
Также в 2011 году Абдул-Джаббар получил почётную степень в Нью-Йоркском технологическом институте.
В 2016 году президент Барак Обама наградил его Президентской медалью свободы.
В 2020 году Абдул-Джаббар был номинирован на премию «Эмми» в прайм-тайм за выдающегося рассказчика за работу над документальным фильмом «Особые чёрные патриоты: герои революции».

## Избранная фильмография
- 1978 — Игра смерти | Game of Death (Гонконг, США)
- 1980 — Аэроплан! | Airplane! (США): Роджер Мёрдок, второй пилот
- 1985 — Флетч | Fletch (США)
- 1987 — Полный дом | Full House (США)
- 1988 — Сказки с тёмной стороны | Tales from the Darkside (США)
- 1988 — Пурпурный людоед | Purple People Eater (США)
- 1989 — Отряд Беверли Хиллз | Troop Beverly Hills (США)
- 1991 — телесериал Джамп стрит, 21 | 21 Jump Street (США)
- 1993 — Городской охотник | Sing si lip yan (Гонконг, Япония)
- 1993 — Матрица | Matrix (Канада)
- 1994 — Могучие утята 2 | D2: The Mighty Ducks (США)
- 1994 — Противостояние | Stand, The (США)
- 1995 — Эрнест баскетболист | Slam Dunk Ernest (США)
- 1995 — Забыть Париж | Forget Paris (США)
- 1996 — Все любят Рэймонда | Everybody Loves Raymond (США)
- 1996 — Принц из Беверли-Хиллз | Fresh Prince of Bel-Air, The (США)
- 1997 — Мартин | Martin (США)
- 1998 — БЕЙСкетбол | BASEketball (США)
- 2004 — Площади Голливуда | Hollywood Squares (США)
- 2010 — Клиника | Scrubs (США)
- 2011 — Новенькая | New Girl (США)
- 2012 — Парни с детьми | Guys with Kids (США)
- 2019 — Теория Большого взрыва | The Big Bang Theory (США)
- 2023 — Миллиарды | Billions (США)

## Статистика

### Статистика в НБА
| Сезон                                                                                    | Команда | Регулярный сезон | Регулярный сезон | Регулярный сезон | Регулярный сезон | Регулярный сезон | Регулярный сезон | Регулярный сезон | Регулярный сезон | Регулярный сезон | Регулярный сезон | Регулярный сезон | Серия плей-офф | Серия плей-офф | Серия плей-офф | Серия плей-офф | Серия плей-офф | Серия плей-офф | Серия плей-офф | Серия плей-офф | Серия плей-офф | Серия плей-офф | Серия плей-офф |
| Сезон                                                                                    | Команда | GP               | GS               | MPG              | FG%              | 3P%              | FT%              | RPG              | APG              | SPG              | BPG              | PPG              | GP             | GS             | MPG            | FG%            | 3P%            | FT%            | RPG            | APG            | SPG            | BPG            | PPG            |
| ---------------------------------------------------------------------------------------- | ------- | ---------------- | ---------------- | ---------------- | ---------------- | ---------------- | ---------------- | ---------------- | ---------------- | ---------------- | ---------------- | ---------------- | -------------- | -------------- | -------------- | -------------- | -------------- | -------------- | -------------- | -------------- | -------------- | -------------- | -------------- |
| 1969/70                                                                                  | Милуоки | 82               |                  | 43,1             | 51,8             |                  | 65,3             | 14,5             | 4,1              |                  |                  | 28,8             | 10             |                | 43,5           | 56,7           |                | 73,3           | 16,8           | 4,1            |                |                | 35,2           |
| 1970/71                                                                                  | Милуоки | 82               |                  | 40,1             | 57,7             |                  | 69,0             | 16,0             | 3,3              |                  |                  | 31,7             | 14             |                | 41,2           | 51,5           |                | 67,3           | 17,0           | 2,5            |                |                | 26,6           |
| 1971/72                                                                                  | Милуоки | 81               |                  | 44,2             | 57,4             |                  | 68,9             | 16,6             | 4,6              |                  |                  | 34,8             | 11             |                | 46,4           | 43,7           |                | 70,4           | 18,2           | 5,1            |                |                | 28,7           |
| 1972/73                                                                                  | Милуоки | 76               |                  | 42,8             | 55,4             |                  | 71,3             | 16,1             | 5,0              |                  |                  | 30,2             | 6              |                | 46,0           | 42,8           |                | 54,3           | 16,2           | 2,8            |                |                | 22,8           |
| 1973/74                                                                                  | Милуоки | 81               |                  | 43,8             | 53,9             |                  | 70,2             | 14,5             | 4,8              | 1,4              | 3,5              | 27,0             | 16             |                | 47,4           | 55,7           |                | 73,6           | 15,8           | 4,9            | 1,3            | 2,4            | 32,2           |
| 1974/75                                                                                  | Милуоки | 65               |                  | 42,3             | 51,3             |                  | 76,3             | 14,0             | 4,1              | 1,0              | 3,3              | 30,0             | Не участвовал  | Не участвовал  | Не участвовал  | Не участвовал  | Не участвовал  | Не участвовал  | Не участвовал  | Не участвовал  | Не участвовал  | Не участвовал  | Не участвовал  |
| 1975/76                                                                                  | Лейкерс | 82               |                  | 41,2             | 52,9             |                  | 70,3             | 16,9             | 5,0              | 1,5              | 4,1              | 27,7             | Не участвовал  | Не участвовал  | Не участвовал  | Не участвовал  | Не участвовал  | Не участвовал  | Не участвовал  | Не участвовал  | Не участвовал  | Не участвовал  | Не участвовал  |
| 1976/77                                                                                  | Лейкерс | 82               |                  | 36,8             | 57,9             |                  | 70,1             | 13,3             | 3,9              | 1,2              | 3,2              | 26,2             | 11             |                | 42,5           | 60,7           |                | 72,5           | 17,7           | 4,1            | 1,7            | 3,5            | 34,6           |
| 1977/78                                                                                  | Лейкерс | 62               |                  | 36,5             | 55,0             |                  | 78,3             | 12,9             | 4,3              | 1,7              | 3,0              | 25,8             | 3              |                | 44,7           | 52,1           |                | 55,6           | 13,7           | 3,7            | 0,7            | 4,0            | 27,0           |
| 1978/79                                                                                  | Лейкерс | 80               |                  | 39,5             | 57,7             |                  | 73,6             | 12,8             | 5,4              | 1,0              | 4,0              | 23,8             | 8              |                | 45,9           | 57,9           |                | 83,9           | 12,6           | 4,8            | 1,0            | 4,1            | 28,5           |
| 1979/80                                                                                  | Лейкерс | 82               |                  | 38,3             | 60,4             | 0,0              | 76,5             | 10,8             | 4,5              | 1,0              | 3,4              | 24,8             | 15             |                | 41,2           | 57,2           | -              | 79,0           | 12,1           | 3,1            | 1,1            | 3,9            | 31,9           |
| 1980/81                                                                                  | Лейкерс | 80               |                  | 37,2             | 57,4             | 0,0              | 76,6             | 10,3             | 3,4              | 0,7              | 2,9              | 26,2             | 3              |                | 44,7           | 46,2           | -              | 71,4           | 16,7           | 4,0            | 1,0            | 2,7            | 26,7           |
| 1981/82                                                                                  | Лейкерс | 76               | 76               | 35,2             | 57,9             | 0,0              | 70,6             | 8,7              | 3,0              | 0,8              | 2,7              | 23,9             | 14             | 0              | 35,2           | 52,0           | -              | 63,2           | 8,5            | 3,6            | 1,0            | 3,2            | 20,4           |
| 1982/83                                                                                  | Лейкерс | 79               | 79               | 32,3             | 58,8             | 0,0              | 74,9             | 7,5              | 2,5              | 0,8              | 2,2              | 21,8             | 15             | 0              | 39,2           | 56,8           | 0,0            | 75,5           | 7,7            | 2,8            | 1,1            | 3,7            | 27,1           |
| 1983/84                                                                                  | Лейкерс | 80               | 80               | 32,8             | 57,8             | 0,0              | 72,3             | 7,3              | 2,6              | 0,7              | 1,8              | 21,5             | 21             | 0              | 36,5           | 55,5           | -              | 75,0           | 8,2            | 3,8            | 1,1            | 2,1            | 23,9           |
| 1984/85                                                                                  | Лейкерс | 79               | 79               | 33,3             | 59,9             | 0,0              | 73,2             | 7,9              | 3,2              | 0,8              | 2,1              | 22,0             | 19             | 19             | 32,1           | 56,0           | -              | 77,7           | 8,1            | 4,0            | 1,2            | 1,9            | 21,9           |
| 1985/86                                                                                  | Лейкерс | 79               | 79               | 33,3             | 56,4             | 0,0              | 76,5             | 6,1              | 3,5              | 0,8              | 1,6              | 23,4             | 14             | 14             | 34,3           | 55,7           | -              | 78,7           | 5,9            | 3,5            | 1,1            | 1,7            | 25,9           |
| 1986/87                                                                                  | Лейкерс | 78               | 78               | 31,3             | 56,4             | 33,3             | 71,4             | 6,7              | 2,6              | 0,6              | 1,2              | 17,5             | 18             | 18             | 31,1           | 53,0           | 0,0            | 79,5           | 6,8            | 2,0            | 0,4            | 1,9            | 19,2           |
| 1987/88                                                                                  | Лейкерс | 80               | 80               | 28,9             | 53,2             | 0,0              | 76,2             | 6,0              | 1,7              | 0,6              | 1,2              | 14,6             | 24             | 24             | 29,9           | 46,4           | 0,0            | 78,9           | 5,5            | 1,5            | 0,6            | 1,5            | 14,1           |
| 1988/89                                                                                  | Лейкерс | 74               | 74               | 22,9             | 47,5             | 0,0              | 73,9             | 4,5              | 1,0              | 0,5              | 1,1              | 10,1             | 15             | 15             | 23,4           | 46,3           | -              | 72,1           | 3,9            | 1,3            | 0,3            | 0,7            | 11,1           |
|                                                                                          | Всего   | 1560             | 625              | 36,8             | 55,9             | 5,6              | 72,1             | 11,2             | 3,6              | 0,9              | 2,6              | 24,6             | 237            | 90             | 37,3           | 53,3           | 0,0            | 74,0           | 10,5           | 3,2            | 1,0            | 2,4            | 24,3           |
| Наведите курсор мыши на аббревиатуры в заголовке таблицы, чтобы прочесть их расшифровку. |         |                  |                  |                  |                  |                  |                  |                  |                  |                  |                  |                  |                |                |                |                |                |                |                |                |                |                |                |

### Статистика в NCAA
| Сезон | Команда | Conf  | Class | GP | GS | MPG | FG%  | 3P% | FT%  | RPG | APG | SPG | BPG | PPG  |
| --- | ------- | ----- | ----- | -- | -- | --- | ---- | --- | ---- | --- | --- | --- | --- | ---- |
| 1966/67 | УКЛА    | AAWU  | SO    | 30 |    |     | 66,7 |     | 65,0 |     |     |     | 2,2 | 29,0 |
| 1967/68 | УКЛА    | AAWU  | JR    | 28 |    |     | 61,3 |     | 61,6 |     |     |     | 2,4 | 26,2 |
| 1968/69 | УКЛА    | Pac-8 | SR    | 30 |    |     | 63,5 |     | 61,2 |     |     |     | 2,0 | 24,0 |
| Всего | Всего   | Всего | Всего | 88 |    |     | 63,9 |     | 62,8 |     |     |     | 2,2 | 26,4 |
| Наведите курсор мыши на аббревиатуры в заголовке таблицы, чтобы прочесть их расшифровку Статистика приведена с сайта sports-reference.com |         |       |       |    |    |     |      |     |      |     |     |     |     |      |